# Zasłonakowate
Zasłonakowate (Cortinariaceae R. Heim ex Pouzar) – rodzina grzybów znajdująca się w rzędzie pieczarkowców (Agaricales).

## Charakterystyka
Grzyby kapeluszowe o mięsistym owocniku, często uderzająco ubarwione. Szczególnie typowe są kolory żółtawe, czerwonawe lub brązowawe. Skórka kapelusza może być sucha, jedwabiście włóknista, promieniście włóknista, łuszcząca się, lepka lub śliska. Brzeg kapelusza czasami może być prążkowany. Hymenofor blaszkowaty, trzon centralny. Kształt i właściwości trzonu są ważne dla identyfikacji i systematycznej klasyfikacji gatunku. Może być suchy, lepki lub śliski, a czasami ma bulwiastą podstawę. Często tworzy się na nim pierścień lub strefa pierścieniowa. Są to pozostałości osłony, które u wielu gatunków mogą rozpadać się na wczesnym etapie rozwoju. Blaszki są często w tym samym kolorze co czapka, ale mogą być też w innym kolorze. Z wiekiem zmieniają kolor na mniej lub bardziej rdzawobrązowy z powodu brązowawego pyłu zarodników. Ostrza blaszek są u niektórych gatunków orzęsione ze względu na występowanie cheilocystyd. Strzępki często barwią się jodem, sprzążki mogą być obecne lub nieobecne. Mogą występować cystydy. Podstawki są 2- lub 4-zarodnikowe. Bazydiospory o mniej lub bardziej brązowawym zabarwieniu mogą mieć różny kształt (od prawie kulistego do wydłużonego) i mogą być cienkie do grubościennych. Są gładkie lub brodawkowate, zwykle bez pory rostkowej.
Rosną na ziemi lub na drewnie.

## Systematyka
Według aktualizowanej klasyfikacji Index Fungorum bazującej na Dictionary of the Fungi do rodziny tej należą rodzaje:
- Aureonarius Niskanen & Liimat. 2022
- Austrocortinarius Niskanen & Liimat. 2022
- Calonarius Niskanen & Liimat. 2022
- Cortinarius (Pers.) Gray 1821 – zasłonak
- Cystinarius Niskanen & Liimat. 2022
- Hygronarius Niskanen & Liimat. 2022
- Mystinarius Niskanen & Liimat. 2022
- Phlegmacium (Fr.) Wünsche 1877
- Pyrrhoglossum Singer 1944
- Stephanopus M.M. Moser & E. Horak 1975
- Thaxterogaster Singer 1951
- Volvanarius Niskanen & Liimat. 2022[4].

Liczne rodzaje dawniej zaliczane do tej rodziny w wyniku badań filogenetycznych uznane zostały za synonimy rodzaju Cortinarius.
Polskie nazwy na podstawie pracy Władysława Wojewody z 2003 r.